# Miguel Alba
Miguel Ángel Alba (Mar del Plata, 11 agosto 1988) è un calciatore argentino, attaccante del Saint-Blaise.

## Carriera
Ha giocato nella massima serie dei campionati colombiano, cileno, cipriota e maltese.
Nel gennaio 2020, dopo una breve esperienza al Birkirkara, è tornato al Valletta, squadra nella quale aveva già militato nella stagione 2018-2019.

## Palmarès

### Club

#### Competizioni nazionali
- Supercoppa di Malta: 1

Valletta: 2018
- Campionato maltese: 1

Valletta: 2018-2019